# Portrait of the Artist as a Young Ram
| Recensione      | Giudizio |
| --------------- | -------- |
| All Music Guide |          |

Portrait of the Artist as a Young Ram è il secondo l'album dei Ram Jam pubblicato nel 1978. Il titolo dell'album è ispirato a quello di Ritratto dell'artista da giovane (A Portrait of the Artist as a Young Man in originale), romanzo semiautobiografico di James Joyce.

## Tracce
1. Gone Wild (Joe Strange, T.C.Love) - 3:23
2. Pretty Poison (Strange, Love) - 4:32
3. The Kid Next Door (Strange, Love) - 3:25
4. Turnpike (Steve Goldman, Jimmy Santoro) - 5:42
5. Wanna Find Love (Goldman, Santoro) - 3:45
6. Just Like Me (Goldman, Santoro) - 4:14
7. Hurricane Ride (Goldman, Santoro) - 4:04
8. Saturday Night (Goldman, Santoro) - 3:34
9. Runway Runaway (Goldman, Santoro, Strange, Love) - 4:50
10. Please, Please, Please (Please Me) (Goldman) - 3:00

## Formazione
- Myke Scavone - voce, percussioni
- Jimmy Santoro - chitarra solista
- Bill Bartlett - chitarra, voce
- Howie Blauvelt - basso, voce
- Peter Charles - batteria